# Hylocichla mustelina
El zorzal maculado (Hylocichla mustelina), también conocido como zorzal manchado (Chile), zorzal de bosque (Colombia), zorzal del bosque (Costa Rica), tordo pecoso (Cuba), zorzal migratorio pecoso (República dominicana), zorzalito maculado (México) o zorzal grande (Nicaragua), es una especie de ave paseriforme de la familia Turdidae nativa de Norteamérica. Está estrechamente vinculado a otros tordos tales como el petirrojo americano y se distribuye extensamente a través de Norteamérica, inverna en América Central y el sur de México. El zorzal maculado es el pájaro oficial del distrito de Columbia.
El zorzal maculado es mediano, sus partes superiores son marrón y las inferiores en blanco con marrón abigarradas. El varón y la hembra son similares en aspecto. El macho tiene uno de los trinos más hermosos entre los pájaros de Norteamérica.
El zorzal maculado es omnívoro, y se alimenta preferentemente de invertebrados y larvas del suelo, pero también de frutas. En el verano, se alimenta continuamente de insectos para cubrir sus necesidades metabólicas diarias. Es solitario, pero a veces forma bandadas de especies mixtas. El zorzal maculado defiende un territorio que abarca en tamaño unos 800 a 8000 metros cuadrados. El zorzal maculado es monógamo, y su período de reproducción se inicia en la primavera; cerca del 50 % de todos las parejas apareadas pueden producir dos puestas, variando en tamaño de 2 a 4 polluelos.

## Taxonomía
Hylocichla mustelina fue descrito por el naturalista alemán Johann Friedrich Gmelin en 1789 como único miembro del género Hylocichla. Su nombre genérico es una traducción directa de su nombre común, derivada de las palabras griegas hyle/ύλη (“arbolado”) y cichle/κιχλη (“tordo” o “tordella”). El nombre específico viene del latín mustela (“comadreja”). Está estrechamente vinculado a los otros tordos americanos típicos del género Catharus, y es a veces fusionado con ese género. Se ha considerado cercano a las especies migratorias de larga distancia de ese género, a diferencia de los tordos ruiseñores generalmente residentes, pero esto parece ser erróneo. El zorzal maculado parece estar estrechamente vinculado a los tordos grandes del género Turdus, tales como el petirrojo americano.

## Descripción

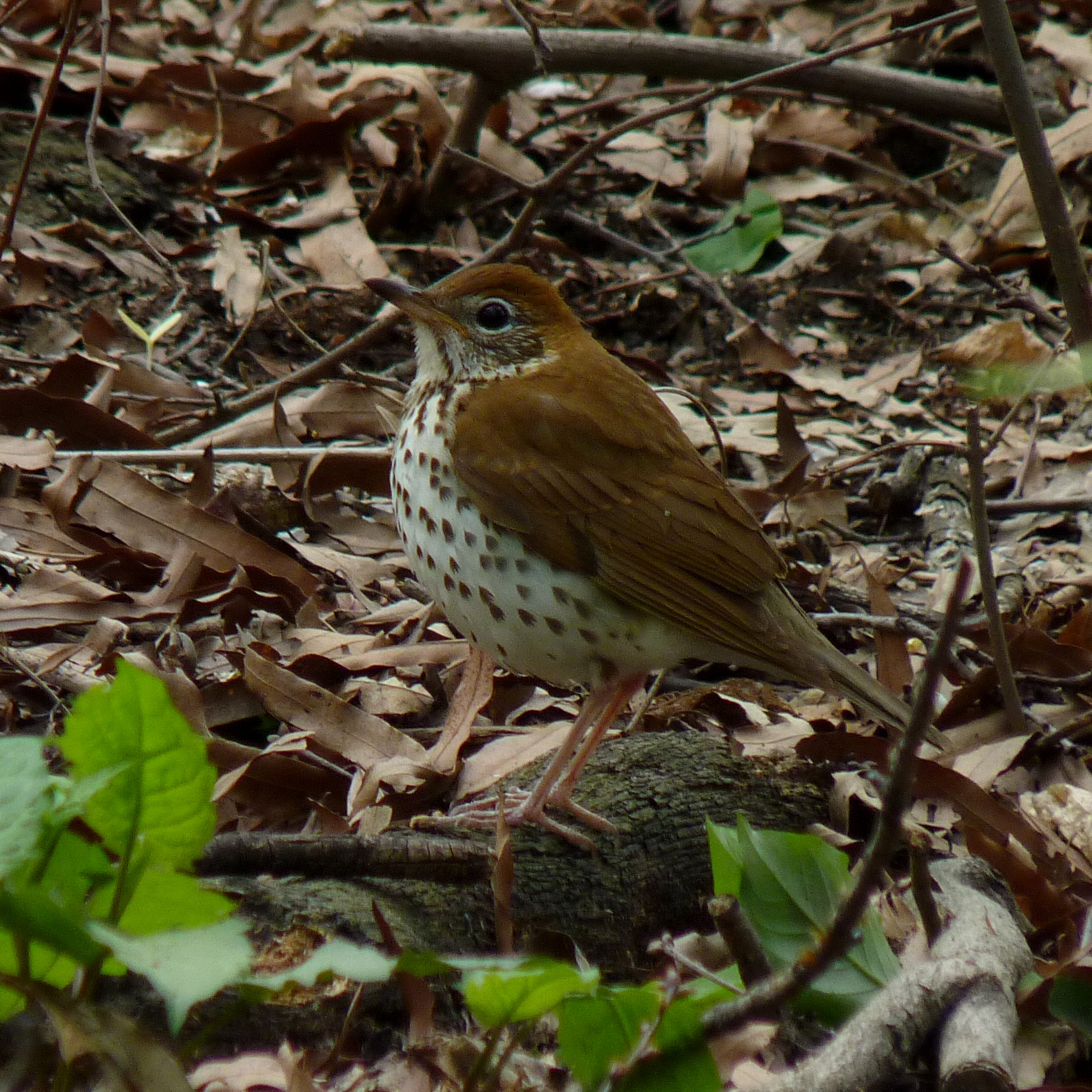
En Central Park, Nueva York

El zorzal maculado adulto mide de 19 a 21 cm de largo, pesa de 40 a 50 g, y tiene una envergadura de 30 a 40 cm. La esperanza de vida máxima registrada en un ambiente silvestre es de 8 años y 11 meses. El color de la corona, la nuca, y de la espalda posterior es canela-marrón, mientras que la parte posterior de las alas y la cola es de color marrón más opaco. El pecho y el vientre son blancos con grandes manchas de color marrón oscuro en el pecho y los costados. Tiene anillos oculares blancos y patas rosadas. Otros tordos parduscos tienen manchas más finas en el pecho. El ave juvenil tiene una apariencia semejante al adulto, pero tiene manchas adicionales en la espalda, el cuello y las cubiertas de las alas. El macho y la hembra son similares en tamaño y plumaje.

### Vocalización
Se ha notado que el zorzal maculado tiene uno de los cantos de aves más bonitos de Norteamérica.  El naturalista americano Henry David Thoreau escribió:
Siempre que un hombre lo oiga, se rejuvenece y la naturaleza esta en su primavera; dondequiera que lo oiga, es un nuevo mundo y un país libre, y las puertas del cielo no se cierran ante él.
Tal vez pueda confundirse su canto con el de Myadestes unicolor, otro miembro de la misma familia Turdidae que habita en Norteamérica y cuyo melodioso trino es, probablemente, imposible de superar. Si bien no hay registros de que la hembra cante, el macho es conocido por su canto distintivo que se compone de tres partes. El primer componente es a menudo inaudible a menos que el oyente esté cerca, y consiste en dos a seis notas cortas, graves, como bup, bup, bup. La parte media es una fuerte expresión a menudo descrita como ee-oh-lay, y la tercera parte es una frase ventriloquia, parecida a un trino de pares de notas no armónicas dadas rápidamente y simultáneamente. Evidentemente su canto es mucho más colorido que el de su llamada. 
El macho puede cantar dos notas a la vez, lo que da a su canción una calidad etérea, aflautada.  Cada ave tiene su propio repertorio basado en combinaciones de variaciones de las tres piezas. A menudo, las canciones se repiten en el mismo orden. La frase bup, bup, bup algunas veces también se utiliza como llamada; en este caso tiende a ser más ruidosa y se repite con mayor frecuencia cuando el ave está agitado. El zorzal maculado también utiliza un tut, tut para señalar su agitación. El canto del vuelo nocturno es un enfático zumbido, heeh.

## Distribución y hábitat
Su área de distribución incluye Canadá, Estados Unidos, Cuba, México, Guatemala, Belice, El Salvador, Honduras, Chile, Nicaragua, Costa Rica, Panamá y Colombia. 
La zona de cría del zorzal maculado se extiende de Manitoba, Ontario y Nueva Escocia en Canadá meridional a la Florida septentrional, y de la costa atlántica al río Misuri y las Grandes Llanuras del este. En el invierno migra a México meridional y América Central hasta Panamá y Colombia, principalmente en las tierras bajas a lo largo de las costas del Atlántico y el Pacífico. Llega generalmente en la costa del Golfo de los Estados Unidos durante la primera semana de abril. En general, la migración comienza a mediados de agosto y continúa hasta mediados de septiembre. La migración transcurre en la noche, permitiendo que encuentren su dirección por las estrellas y que se orienten detectando el campo magnético de la tierra.
Su hábitat natural incluye bosque templado y bosque húmedo tropical y subtropical. Prefiere bosques caducifolios y mixtos para criar. Prefiere los bosques mésicos de tierras altas con una capa arbustiva medianamente densa. Robert I. Bertín (1977) descubrió que el zorzal maculado favorece las zonas con agua corriente, tierra húmeda y una cubierta de sotobosque alto.  El hábitat de reproducción generalmente incluye árboles más altos que 16 metros, un suelo de bosque bastante abierto con hojarasca, en el cual la humedad del sustrato tiene más importancia que la cubierta del dosel o bien el acceso a agua corriente. 
El zorzal maculado puede criar en trozos de hábitat tan pequeños como 0,4 hectáreas, pero corre el riesgo de una mayor depredación y parasitismo de nidos.  La zona de cría del zorzal maculado se ha ampliado hacia el norte, desplazando al zorzalito rojizo y al zorzal ermitaño en algunas zonas. Recientemente, como resultado de la fragmentación de bosques, ha sido expuesto cada vez más al parasitismo de nidos del tordo cabecicafé, así como la pérdida de hábitat en la zona de hibernación.

### Estado de conservación
El zorzal maculado se ha convertido en un símbolo de la declinación de las aves paseriformes neotropicales del este de Norteamérica, tras haber disminuido un 43 % desde 1966. Junto con muchas otras especies, el zorzal maculado se enfrenta a amenazas tanto en su zona de cría en América del Norte, como en su zona de hibernación en América Central. La fragmentación de los bosques norteamericanos ha dado lugar a la depredación creciente de los nidos y al creciente parasitismo por parte del tordo cabecicafé, reduciendo perceptiblemente su éxito reproductivo. Un estudio realizado por el Laboratorio de Ornitología de Cornell fue el primer análisis a gran escala que vinculó la lluvia ácida a la disminución del zorzal maculado. La destrucción continua del bosque primario en América Central eliminó buena parte de sus hábitats de invierno, forzando probablemente a las aves de elegir hábitats secundarios donde las tasas de mortalidad suelen ser más altas. A pesar de esto, el zorzal maculado todavía se considera una especie bajo preocupación menor.

## Comportamiento
El zorzal maculado es sobre todo un ave solitaria, pero en invierno forma de vez en cuando bandadas de especies de aves mixtas. Su territorio de cría se extiende de 800 a 8000 metros cuadrados, y se utiliza para anidar, colectar materiales para la construcción del nido, y para buscar alimento. Algunos tordos también defienden su territorio de forraje durante el invierno. Las interacciones territoriales se establecen generalmente sin contacto físico, pero en encuentros de alta intensidad o en defensa del nido, se han observado interacciones físicas con el pico y los pies. El comportamiento de defensa en respuesta a depredadores del nido incluyen movimientos rápidos de alas y de la cola, y el levantamiento de la cresta, a veces culminando en zambullidas y ataques.
Esta especie también exhibe un comportamiento conocido como "anting" (hormigueo) o "baño de hormigas". Anting ocurre cuando un pájaro coge una sola hormiga o grupo de hormigas y las frota en sus plumas. El propósito de este comportamiento es desconocido, pero se piensa que los pájaros pueden ser capaces de adquirir secreciones defensivas de las hormigas usadas posiblemente para algún propósito medicinal, o que simplemente sirve para complementar el aceite de acicalamiento propio de las aves.

### Alimentación
La mayor parte de la dieta omnívora del zorzal maculado se compone de invertebrados y larvas del suelo, pero también come frutas a finales del verano, en el otoño y el invierno. Ocasionalmente se alimenta de insectos arbóreos, caracoles y pequeñas salamandras. Las aves juveniles son alimentadas con insectos y un poco de fruta. Después de la época de cría, y antes de la migración, el zorzal maculado cambia su consumo de insectos al de frutas con altos niveles de lípidos. En el verano, el bajo consumo de frutas y las bajas reservas de lípido requieren que el ave se alimente continuamente de insectos para cubrir sus necesidades metabólicas. 
El zorzal maculado busca alimento principalmente en el piso del bosque, tirando hojas con su pico para revelar insectos. Puede ser observada saltando en la hojarasca y en la tierra semi-desnuda debajo del dosel del bosque. Las frutas se ingieren enteras. Bajo los cafetales de Centroamérica es usual verlo bajo los arbustos, pues las hojarascas son todo un ecosistema que le provee insectos y larvas. Mientras salta sobre la hojarasca suele llamar a otros miembros que responden casi con monotonía.

### Depredación
Los huevos y los polluelos son vulnerables a varios depredadores incluyendo las ardilla, mapaches, arrendajos azules, cuervos americanos, víboras ratoneras, tordos cabecicafé, zanates norteños, ardillas voladoras, ardillas de las Carolinas, comadrejas, ratones de patas blancas, gatos domésticos, búhos cornudos y  esparveros chicos. Los adultos son capturados sobre todo por los halcones y búhos.

### Reproducción
El zorzal maculado es monógamo. Las parejas reproductoras se forman a mediados de abril hasta principios de mayo y por lo general se mantienen durante toda la temporada de cría. La mayoría de las aves forman una nueva pareja cada año, y no se ha observado la vigilancia de la hembra, ni las cópulas extra-pareja en esta especie.
Algunos machos llegan a las zonas de cría varios días antes que las primeras hembras, mientras que otros machos llegan al mismo tiempo que las hembras, estableciendo territorios que varían en tamaño de 0,08 hasta 0,8 hectáreas.
La hembra típicamente realiza vuelos circulares silenciosos a 1-1.8 m de la tierra, perseguida por el macho. Generalmente hay seis o más vuelos sucesivos. Los pares se posan juntos y se alimentan mutuamente entre vuelos.  
El macho comienza a cantar al amanecer y al anochecer a los pocos días de llegar a la zona de cría. A principios de la temporada de cría, el macho canta desde perchas altas situadas en los árboles más altos, pero a medida que avanza la temporada, sus canciones se vuelven más cortas y menos elaboradas desde perchas menos altas. La primera canción del día comienza justo antes del amanecer y es la más intensa. El macho puede cantar todo el día, pero se escucha sobre todo al anochecer. La temporada de las canciones termina por lo general a finales de julio.

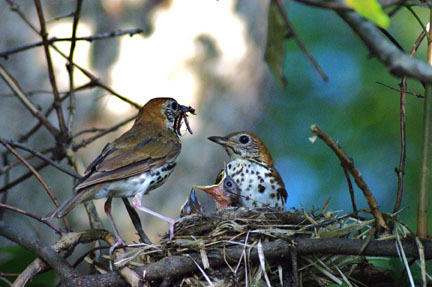
Anidando en Pennsylvania, EE. UU.

Por lo general, es la hembra quien escoge el lugar del nido y quien lo construye. Sin embargo, existen indicaciones de que el macho puede influir en la ubicación del nido por posarse cantando cerca del lugar elegido. Sin embargo, la hembra decide si desea aceptar o rechazar la ubicación del nido sugerido por el macho. El nido suele situarse en un parche denso de la vegetación en un árbol o arbusto que proporciona la ocultación y la sombra requerida. Por lo general es construida en una rama bifurcada horizontal, con hierbas muertas, tallos y hojas, con el interior forrado de barro.
El nido no se reutiliza. Generalmente, se intentan dos crías, aunque tres a cuatro nidadas separadas puedan ser construidas antes de que una pareja tenga éxito. Dos a cuatro huevos de color azul claro se ponen a razón de uno por día. Los huevos son incubados solamente por la hembra durante 11 a 14 días, con la media siendo 13 días. Como todos los paseriformes, los polluelos son altriciales al eclosionar los huevos, casi desnudos con los ojos cerrados. La hembra incuba a los polluelos durante los primeros cuatro días después del nacimiento. Ambos padres alimentan los polluelos y quitan los sacos fecales del nido. Los polluelos abandonan el nido a 12-15 días después de la eclosión, pero los padres continúan alimentándolos hasta que se vuelven independientes y salen del territorio de los padres a una edad de 21-31 días.
El zorzal maculado joven puede comenzar a reproducirse el verano próximo. La mayoría de las hembras ponen sus primeros huevos a mediados de mayo, pero las hembras más viejas pueden comenzar a poner más pronto. Parejas por lo general tratan de criar una segunda nidada, a más tardar a finales de julio, con el último de los polluelos abandonando el nido a mediados de agosto. Alrededor de la mitad de todos los pares logran realizar una segunda cría.